# Amata alicia
Amata alicia är en fjärilsart som beskrevs av Butler 1876. Amata alicia ingår i släktet Amata och familjen björnspinnare. Inga underarter finns listade i Catalogue of Life.

## Bildgalleri

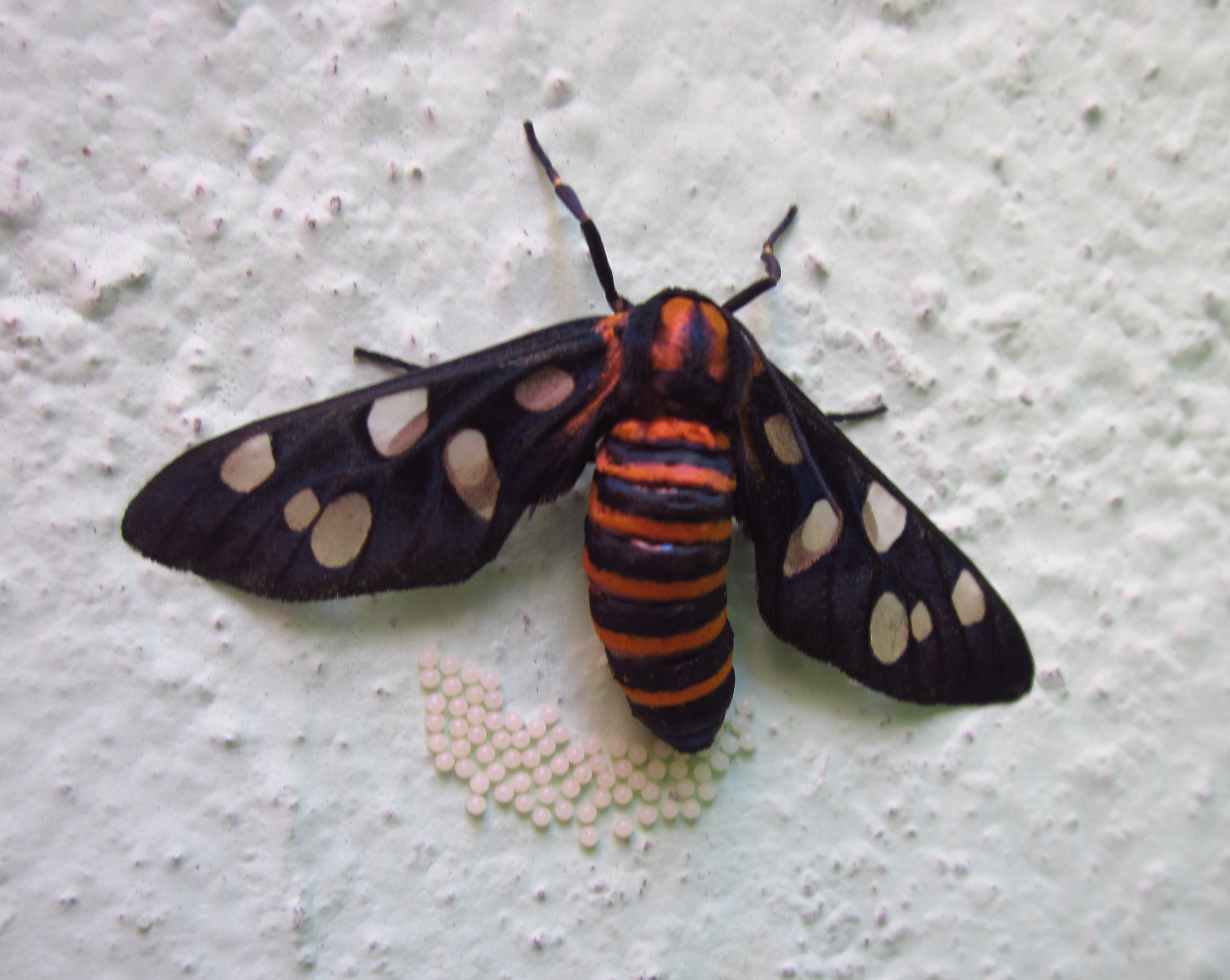